# Чуйкин, Сергей Васильевич
Серге́й Васи́льевич Чу́йкин (род. 1 ноября 1950) — российский учёный, клиницист, врач челюстно-лицевой хирург, общественный деятель, доктор медицинских наук (1990), профессор (1993), Академик РАЕН (2005), Заслуженный врач Российской Федерации (2008) и Республики Башкортостан (1998), Лауреат международной гуманитарной Премии ICPF (Всемирного Фонда Расщелина Губы и Нёба) (2015), заведующий кафедрой Башкирского государственного медицинского университета (1991). Декан стоматологического факультета БГМУ (1995). Президент Ассоциации стоматологов Республики Башкортостан (1996). Член Правления Стоматологической Ассоциации России (1996). Член научно-экспертного Совета при Председателе Совета Федерации Федерального Собрания Российской Федерации (2008). Член Совета при Президенте Республики Башкортостан по контролю за эффективностью использования государственных средств, член Партии «Единая Россия» (2010). Основатель «Научной школы врачей по реабилитация детей с врождённой патологией челюстно-лицевой области» (2011). Действительный член Европейской Ассоциации черепно-челюстно-лицевых хирургов (2020). Индекс Хирша — 34 (2025).

## Биография
Чуйкин С. В. родился 1 ноября 1950 года в городе Кумертау Республики Башкортостан. Окончил Башкирский государственный медицинский университет в 1975 году. Работал по распределению в сельской местности. Затем учился в аспирантуре. После окончания аспирантуры и защиты кандидатской диссертации с 1983 г. работал ассистентом на кафедре хирургической стоматологии на базе отделения челюстно- лицевой хирургии ГКБ 21 г. Уфы. Занимался лечением пациентов с тяжелыми одонтогенными гнойно-воспалительными процессами челюстно-лицевой области и их осложнениями — одонтогенным сепсисом, внутричерепными осложнениями, одонтогенным медиастинитом, а также лечением других патологических процессов головы и шеи. Разработал и внедрил, получил патенты на изобретения на способы хирургического лечения одонтогенной флегмоны дна рта, крыло-небной и подвисочной ямки, лечения дефектов дна верхне-челюстной пазухи, профилактики внутричерепных осложнений.
Одновременно в 1985—1989 годах учился в докторантуре в Первом Московском Государственном медицинском университете. им. Сеченова И. М. на кафедре стоматологии и челюстно-лицевой хирургии. В 1990 году защитил докторскую диссертацию по специальности «Стоматология» — «Применение в комплексном лечении флегмон челюстно-лицевой области медикаментозной защиты головного мозга» под руководством академика РАМН, лауреата Государственных премий СССР и РФ, профессора Н. Н. Бажанова. С 1991 года по настоящее время работает заведующим кафедры стоматологии детского возраста и ортодонтии. В 1993 году стал профессором. С 1995 по 2018 годы одновременно работал — деканом стоматологического факультета ФГБОУ ВО Башкирского государственного медицинского университета МЗ РФ. В 1992 году впервые в России организовал и возглавил Ассоциацию детских стоматологов.
В 1996 году избран Президентом ассоциации стоматологов Республики Башкортостан и членом Правления Стоматологической Ассоциации России. В 1999 году он был награждён Стоматологической Ассоциацией России медалью «Отличник стоматологии», а в 2002 году — орденом «За заслуги перед стоматологией». В 2003 — избран Президентом Ассоциации стоматологического образования. Организованная им работа ассоциаций позволила существенно улучшить стоматологическую службу и внедрить новые технологии по специальности в Республике Башкортостан.
С 1996 года он был назначен одновременно директором клиники стоматологической поликлиники БГМУ. На базе деканата и поликлиники им организован Международный учебно-образовательный и Республиканский лечебно-консультативный центры. Это позволило улучшить уровень подготовки и усовершентвования стоматологических кадров, проводить научные исследования, Республиканские, Российские конференции и Международные Конгрессы. В 2005 году С. В. Чуйкин избран Академиком РАЕН. В 2006 году награждён РАЕ медалью им. Мечникова И. М. «За практический вклад в укреплении здоровья нации». Активно занимался общественной работой на уровне Республики Башкортостан и России — выступал в печати и по телевидению по вопросам охраны окружающей среды, профилактике стоматологических заболеваний и врожденных пороков развития у детей. Добился рассмотрения в Минздраве России и Совете Федерации ФС РФ — вопроса по организации региональных центров по профилактике и лечению врожденных пороков челюстно-лицевой области у детей в России.
. В 2007 году проф. Чуйкина С. В. выдвигали кандидатом в депутаты Думы Федерального Собрания Российской Федерации, а в 2008 — кандидатом в депутаты Государственного Собрания Республики Башкортостан (Курултай).
С 2008 года работал членом научно-экспертного Совета при Председателе Совета Федерации Федерального Собрания Российской Федерации. А с 2010 года — членом Совета при Президенте Республике Башкортостан по контролю за эффективностью использования государственных средств, член Партии «Единая Россия».
В 2011 году — ему присвоено почётное звание — «Основатель научной школы врачей по реабилитация детей с врожденной патологией челюстно-лицевой области».
Избран Председателем Попечительского Совета Федерации борьбы «Самбо» Республики Башкортостан (2011). Получил Золотую медаль Европейской Научно — Промышленный Палаты в 2012 году. В 2012 году также ему вручена медаль имени А.Нобеля «За заслуги в изобретательстве».
В 2015 году он, первый из ученых России, стал лауреатом престижной Международной гуманитарной Премии ICPF (Всемирного Фонда Расщелина Губы и Неба).
В 2020 году проф. Чуйкин избран действительным членом Европейской ассоциации черепно-челюстно-лицевых хирургов.
Проф. Чуйкин С. В. в 2023 году — впервые в России организовал и провел в городе Уфе Евро-Азиатский Международный Конгресс «Реабилитация детей с врожденной расщелиной губы и нёба» с участием таких стран как Китай, Индия, Швейцария, Япония, США и других (ICPF, Всемирный Фонд Расщелина Губы и Нёба).

## Научная деятельность
Его научная деятельность посвящена разработке новых методов профилактики, прогнозирования, диагностики и лечения в области челюстно-лицевой хирургии, детской стоматологии, терапевтической стоматологии, ортопедической стоматологии и ортодонтии. В разделе челюстно-лицевой хирургии — гнойно-воспалительных заболеваний и их осложнений было разработано новое научное направление по прогнозированию, диагностике и профилактике внутричерепных осложнений гнойно-воспалительных заболеваний челюстно-лицевой области. Также — новообразований и врождённых пороков развития челюстно-лицевой области у детей. Чуйкин — как установил «патогенетические механизмы влияния гнойно-воспалительных процессов челюстно-лицевой локализации на центральную нервную систему», также он разработал методы медикаментозной защиты от них головного мозга. Он разработал новые эффективные хирургические методы лечения, до и после операционной реабилитации, концепцию гисто-гематических барьеров в патогенезе и лечении при стоматологических заболеваниях. Открыл новые механизмы патогенеза, разработал методы прогнозирования, реабилитации и профилактики врожденных пороков развития челюстно-лицевой области у детей. Часть научных и диссертационных работ проведена им в области терапевтической, ортопедической стоматологии и ортодонтии.
Он член: Редакционных Советов научных журналов, входящих в перечень ВАК и Scopus : «Стоматология детского возраста и профилактика», «Проблемы стоматологии», «Вопросы практической педиатрии», «Кафедра», «Маэстро стоматологии», «Медицинский вестник Башкортостана» . Заместитель председателя Докторского Диссертационного Совета Д — 208.006.06. Председатель профильной комиссии Диссовета по специальности «Стоматология» при ФГБОУ ВО БГМУ МЗ РФ.
Является автором свыше 1300 научных работ в том числе в базах" Scopus " и « Web of Science»; более 50 монографий, около 45 изобретений, трёх Российских учебников — Национальных Руководств по детской стоматологии и челюстно-лицевой хирургии (ГЭОТАР-МЕДИА).
Индекс Хирша — 34 .
Под его научным руководством защищено более 30 диссертаций, в том числе 4 докторские.

## Научные труды
Является автором более 1300 научных работ, более 50 монографий, 45 изобретений, 3-х Российских учебников — «Национальных руководств» по детской стоматологии и челюстно-лицевой хирургии (ГЭОТАР — МЕДИА). Монографии и научные статьи опубликованы как в России так и за рубежом — в журналах, входящих в базу данных Scopus and Web of Science .
Наиболее известные публикации:
Чуйкин С. В., Персин Л. С., Давлетшин Н. А. «Врожденная расщелина верхней губы и неба». — Монография. — М., ООО. — «Медицинское информационное агентство». — 2008. — 368 с.: илл. ISBN 5-89481-647-5.
Чуйкин С. В. и соавт. Фитотерапия с применением сорбента при лечении гингивита у беременных женщин. — Монография. — Уфа : Изд-во «Здравоохранения Башкортостана», 2007. — 103 с. ISBN 978-5-8372-0161-5
Чуйкин С. В. и соавт. «Детская терапевтическая стоматология. Национальное руководство». — Методы диагностики — М., изд. ГЭОТАР-МЕДИА.-2010, С.204-232. ISBN 978-5-9704-1703-4
Чуйкин С. В. и соавт. Лечение детей с врожденной расщелиной верхней губы и неба. — Монография. — Уфа : Изд-во «Здравоохранения Башкортостана», 2010. — 543 с., 257 илл. ISBN 978-5-8372-0195-0. 
Чуйкин С. В. и соавт. Врожденная расщелина верхней губы и неба. — Монография. — Lambert Akademik Publishing. — Германия, Saarbrucken. — 2012. — 584 c. ISBN 978-3-659-22745-5.
Чуйкин С. В.и соавт. Острая травма временных и постоянных зубов у детей. — Монография. — PALMARIUM, academik publishing. — Германия. −2012.- 235 с. ISBN 978-3-8473-9835-6.
Чуйкин С. В. и соавт. Применение генетических маркеров в прогнозировании стоматологических заболеваний. — Монография. — Lambert Akademik Publishing. — Германия. — Saarbrucken, 2013. — 352 c. ISBN 978-3-659-41776-5.
Чуйкин С. В. и соавт. Концепция гистогематичеспих барьеров в стоматологии. Монография. — Lambert Akademikal Publishing. — Германия. — Saarbrucken, 2013. — 556 c. ISBN 978-3-659-38019-8. 
Чуйкин С. В., Топольницкий О. З. «Лечение врождённой расщелины губы и нёба». Монография. — М.: Московский издательский дом, 2017. — 584 c. ISBN 5-85167-025-8.
Чуйкин С. В. и соавт. «Обоснование концепции профилактики зубочелюстных аномалий у детей». — Монография. — Lambert Akademik Publishing. — Германия. — Saarbrucken, 2014. —261 с. ISBN 978-3-659-44381-7
Чуйкин С. В. и соавт., Профилактика стоматологических заболеваний. — Монография. — Saarbrucken, Германия. — 2016. — 691 с. ISBN 978-3-330-02699-5.
Чуйкин С. В. и соавт. «Клиническое значение гематосаливарного барьера» Монография. — Lambert Akademikal Publishing. — Германия. — Saarbrucken, 2015.- 595 с. ISBN 978-3-659-81 103-6
Чуйкин С. В. и соавт. «Фитотерапия в стоматологии» Монография. — Lambert Akademikal Publishing. — Германия. — Saarbrucken, 2015.- 691 с. ISBN 978-3-659-79665-4
Чуйкин С. В. и соавт. «Оптимизация лечения основных стоматологических заболеваний (часть 1). Монография. — Lambert Akademikal Publishing. — Германия. — Saarbrucken, 2016.- 422 с. ISBN 978-3-330-00435-1
Чуйкин С. В. и соавт. „Селективная проницаемость гистогематических барьеров в стоматологии“ Монография. — Lambert Akademikal Publishing. — Германия. — Saarbrucken, 2016.- 684 с. ISBN 978-3-330-02045-0
Чуйкин С. В. и соавт.» Оптимизация лечения основных стоматологических заболеваний (часть 2). Монография. — Lambert Academical Publishing. — Германия. — Saarbruchen. 2016. — 385 с. ISBN 078-3-330-00435-1
Чуйкин С. В. и соавт. Клинические методы диагностики. — «Детская терапевтическая стоматология». Национальное руководство. — М.: «ГЭОТАР-Медиа», 2017. — с. 211—231.ISBN 978-5-9704-4019-3
Чуйкин С. В. и соавт. «Диагностика и лечение заболеваний слизистой оболочки рта» Монография. — Lambert Akademikal Publishing. — Германия. — Saarbrucken, 2017.- 688 с. ISBN 978-620-2-19685-7
Чуйкин С. В. и соавт. «Челюстно-лицевая хирургия». Национальное руководство. — М. : «ГЭОТАР-Медиа», 692 с. — 2019. — ISBN 978-5-9704-4853-3
Чуйкин С. В. и соавт. «Детская терапевтическая стоматология». Национальное руководство. Методы клинической и инструментальной диагностики. «ГЭОТАР — Медиа». М., 2025., 960 с. ISBN 978-5-9704-8915-4

## Награды и звания
- Заслуженный врач Республики Башкортостан (1998).
- Член-корреспондент Российской Академии Естественных Наук (1999).
- Медаль «Отличник Стоматологии» I степени Стоматологической Ассоциации России (1999).
- Орден «За заслуги перед Стоматологией» I степени (СТАР, 2002).
- Академик РАЕН (2005).
- Почетная медаль Академии имени Нобелевского Лауреата Мечникова «За практический вклад в укрепление здоровья нации» (2006).
- Заслуженный врач Российской Федерации (2008).
- Почётное звание — Основатель научной школы врачей по реабилитация детей с врожденными пороками челюстно-лицевой области" (2011).
- Медаль А. Нобеля за заслуги в изобретательстве (2012).
- Золотая медаль Европейской Научно — Промышленный Палаты (2012).
- Медаль «За содействие МВД России» (2014).
- Международная гуманитарная Премия ICPF (Всемирного Фонда «Расщелина губы и неба») (2015) — за научный вклад в профилактику и лечение детей с врожденной расщелиной губы и неба (2015).
- Сертификат "Действительного члена Европейской Ассоциации черепно-челюстно-лицевых хирургов (2020).

## Ссылка
- Официальный сайт доктора Чуйкина Сергея Васильевича
- Чуйкин Сергей Васильевич на сайте ФГБОУ ВО «Башкирский государственный медицинский университет» МЗ РФ
- Чуйкин, Сергей Васильевич // Башкирская энциклопедия / гл. ред. М. А. Ильгамов. — Уфа : ГАУН РБ «Башкирская энциклопедия», 2015—2024. — ISBN 978-5-88185-306-8.
- Чуйкин Сергей Васильевич на MedLib
- Чуйкин Сергей Васильевич на сайте Медицинского Информационного Агентства
- Чуйкин Сергей Васильевич в электронной энциклопедии «Башкортостан»